# فيرنون بيريز روبيو
فيرنون بيريز روبيو (بالإسبانية: Vernon Pérez Rubio)‏ هو شخصية أعمال وسياسي مكسيكي، ولد في 28 فبراير 1956 في المكسيك. حزبياً، نشط في Ecologist Green Party of Mexico ‏.